# Jordi Évole

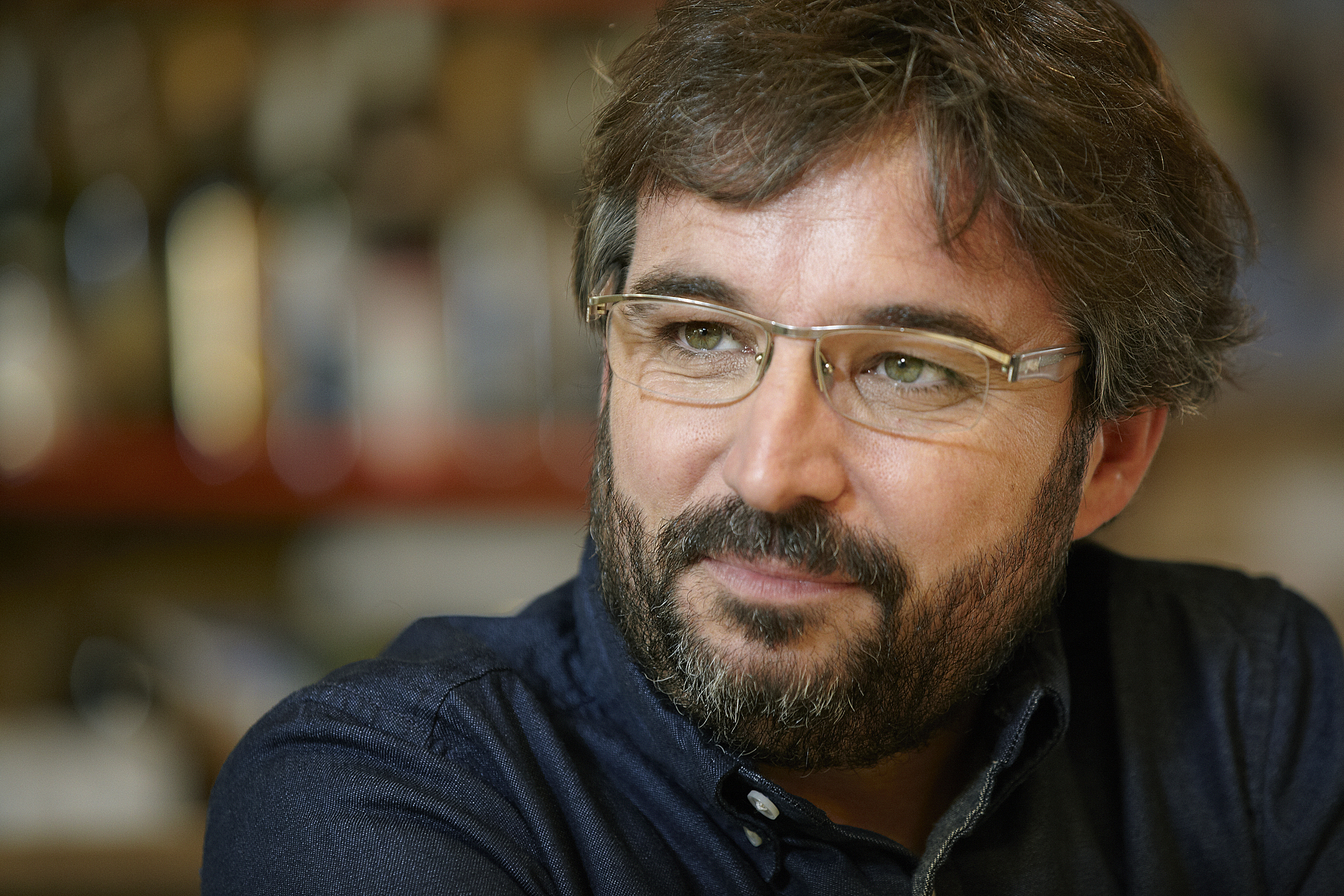
Jordi Évole

Jordi Évole Requena (Cornellà de Llobregat, Barcelona (província),Catalunha, Espanha, 21 de julho de 1974) é um humorista, roteirista, jornalista e apresentador de Televisão espanhol. Conduz, desde 2008, o programa de reportagens e entrevistas Salvados, do canal La Sexta. Em seus primeiros trabalhos televisivos, destaca-se  a sua vertente humorística. No entanto, especialmente a partir da terceira temporada do programa, assume um perfil mais sério, voltado para o jornalismo investigativo e a crítica social.